# Eurogamer
Eurogamer is een Britse website gericht op computerspelnieuws, recensies en andere facetten van de computerspelindustrie. Eurogamer is eigendom van Gamer Network Ltd. dat ook andere sites betreffend games beheerd.

## Taalversies
Eurogamer heeft sinds augustus 2006 meerdere zustersites opgericht die niet-Engelstalig zijn. Zo zijn er inmiddels naast de Engelse/Britse versie (met het .net-topleveldomein), ook Eurogamer-sites in de talen Deens, Duits, Frans, Italiaans, Nederlands, Portugees, Spaans en Tsjechisch. Tot april 2011 was er een Eurogamer Nederland alsmede een Eurogamer België, daarna zijn beide samengevoegd tot Eurogamer Benelux.
Naast de verschillende taalversies heeft Eurogamer ook een zustersite, GamesIndustry.biz genaamd. Deze site doet verslag van de wereldwijde computerspelindustrie en is minder gefocust speciaal op Europa.